# Stara Krępa
Stara Krępa – wieś w Polsce, położona w województwie mazowieckim, w powiecie przasnyskim, w gminie Przasnysz.
Miejscowość jest wsią sołecką. 
| SIMC    | Nazwa      | Rodzaj     |
| ------- | ---------- | ---------- |
| 0518139 | Nowa Krępa | przysiółek |

W latach 1975–1998 miejscowość administracyjnie należała do województwa ostrołęckiego.
Wierni Kościoła rzymskokatolickiego należą do parafii św. Stanisława Biskupa w Świętym Miejscu.